# 14e groupe de reconnaissance de division d'infanterie
Le 14e groupe de reconnaissance de division d'infanterie (14e GRDI) est une unité de l'armée française rattachée à la 26e division d'infanterie. Il participe à la bataille de France pendant la Seconde Guerre mondiale. 

## Historique
Le 14e groupe de reconnaissance de division d'infanterie est créé en septembre 1939 par le centre mobilisateur de cavalerie n°13. Pendant la drôle de guerre, il défend des avant-postes de la ligne Maginot et crée un corps franc à partir d'avril 1940. 
Au moment de l'offensive allemande, il se trouve toujours sur la ligne Maginot. À partir de juin 1940, il livre des combats pour se replier vers le sud. Parti du nord-est de Metz, il se trouve dans la région de Nancy au moment de l'armistice. Il est dissous rapidement après l'armistice de juin 1940 et es membres sont faits prisonniers à Nancy.

## Ordre de bataille
- Chef de corps : lieutenant-colonel Tourrangin
- Adjoint : capitaine Epitalon
- Escadron hippomobile : capitaine de Chazelles
- Escadron motocycliste : capitaine de Montpansin
- Escadron de mitrailleuses et de canon antichars de 25 : capitaine de Bony de Lavergne
- Escadron Hors Rang : capitaine Sévresse